# Menna Eltanany
Menna Eltanany (arabisch منة الطناني, DMG Minna aṭ-Ṭannānī; * 19. September 1990 in Kairo) ist eine ägyptische Badmintonspielerin.

## Karriere
Eltanany begann beim El Zohour Sporting Club in Kairo Badminton zu spielen. 2009 gab sie bei den Afrikameisterschaften ihr internationales Debüt und gewann drei Jahre später die Bronzemedaille mit der ägyptischen Damenmannschaft. Ihre ersten Titel bei Wettbewerben der Badminton World Federation erspielte Eltanany 2015 an der Seite von Ahmed Salah bei den Egypt International 2015 und den Ethiopia International 2015, während sie mit Nadine Ashraf jeweils im Endspiel scheiterte. Außerdem triumphierte sie im Damendoppel bei den Zambia International 2015. Im folgenden Jahr erreichte sie mit dem ägyptischen Damenteam das Finale der Mannschaftsafrikameisterschaft. Außerdem siegte Eltanany bei den Zambia International 2016 und den Ethiopia International 2016 in jeweils zwei Disziplinen, verteidigte mit Salah auch bei den Egypt International 2016 ihren Titel und qualifizierte sich im Einzel und Doppel für das Endspiel. Zum Stichtag der Qualifikation für die Olympischen Sommerspiele 2016 in Rio de Janeiro lagen Ashraf und Eltanany auf dem ersten Platz der Kontinentalwertung, verpassten aber knapp den für die Olympiateilnahme erforderlichen Weltranglistenplatz. Neben zwei weiteren Finalteilnahmen bei internationalen Turnieren feierte sie 2017 ihre größten Erfolge bei der Kontinentalmeisterschaft. So stand Eltanany im Dameneinzel und im Gemischten Doppel mit Salah auf dem Podium und wurde mit der ägyptischen Auswahl Afrikameisterin.

## Sportliche Erfolge
| Jahr | Veranstaltung                   | Platz | Disziplin   | Spielpartner   |
| ---- | ------------------------------- | ----- | ----------- | -------------- |
| 2012 | Bahrain International 2012      | 3.    | Mixed       | Kareem Shedeed |
| 2012 | Afrikameisterschaft 2012        | 3.    | Mannschaft  | Ägypten        |
| 2013 | Uganda International 2013       | 3.    | Damendoppel | Doha Hany      |
| 2014 | Zambia International 2014       | 3.    | Damendoppel | Nadine Ashraf  |
| 2014 | Botswana International 2014     | 3.    | Damendoppel | Nadine Ashraf  |
| 2015 | Egypt International 2015        | 2.    | Damendoppel | Nadine Ashraf  |
| 2015 | Egypt International 2015        | 1.    | Mixed       | Ahmed Salah    |
| 2015 | Egypt International 2015        | 3.    | Dameneinzel |                |
| 2015 | Ethiopia International 2015     | 2.    | Damendoppel | Nadine Ashraf  |
| 2015 | Ethiopia International 2015     | 1.    | Mixed       | Ahmed Salah    |
| 2015 | Zambia International 2015       | 1.    | Damendoppel | Nadine Ashraf  |
| 2015 | Lagos International 2015        | 3.    | Damendoppel | Nadine Ashraf  |
| 2015 | Morocco International 2015      | 3.    | Damendoppel | Nadine Ashraf  |
| 2015 | Bahrain International 2015      | 3.    | Mixed       | Ahmed Salah    |
| 2016 | Afrikameisterschaft 2016        | 2.    | Mannschaft  | Ägypten        |
| 2016 | Uganda International 2016       | 3.    | Damendoppel | Nadine Ashraf  |
| 2016 | South Africa International 2016 | 3.    | Mixed       | Ahmed Salah    |
| 2016 | Egypt International 2016        | 2.    | Damendoppel | Nadine Ashraf  |
| 2016 | Egypt International 2016        | 1.    | Mixed       | Ahmed Salah    |
| 2016 | Egypt International 2016        | 2.    | Dameneinzel |                |
| 2016 | Zambia International 2016       | 1.    | Mixed       | Ahmed Salah    |
| 2016 | Zambia International 2016       | 1.    | Dameneinzel |                |
| 2016 | Ethiopia International 2016     | 1.    | Mixed       | Ahmed Salah    |
| 2016 | Ethiopia International 2016     | 1.    | Dameneinzel |                |
| 2017 | Afrikameisterschaft 2017        | 3.    | Mixed       | Ahmed Salah    |
| 2017 | Afrikameisterschaft 2017        | 3.    | Dameneinzel |                |
| 2017 | Afrikameisterschaft 2017        | 1.    | Mannschaft  | Ägypten        |
| 2017 | Uganda International 2017       | 3.    | Damendoppel | Nadine Ashraf  |
| 2017 | Uganda International 2017       | 2.    | Mixed       | Ahmed Salah    |
| 2017 | Lagos International 2017        | 3.    | Mixed       | Ahmed Salah    |
| 2017 | Egypt International 2017        | 2.    | Mixed       | Ahmed Salah    |